# José Miguel González Casanova
José Miguel González Casanova (Ciudad de México, 2 de enero de 1964) es un artista multidisciplinario mexicano. Su actividad se ha desarrollado cómo artista plástico, teórico, ensayista, editor, curador, escenógrafo y educador. Sus proyectos artísticos han desarrollado investigaciones y obras colaborativas que entrelazan arte, educación y economía. Reconocido por proyectos interdisciplinarios, autogestivos y colaborativos, así como por su labor docente. Estudió en la Escuela Nacional de Artes Plásticas de la Universidad Nacional Autónoma de México, lugar en el que ha impartido clases de dibujo desde 1988. A lo largo de su actividad pedagógica y artística ha organizado numerosos talleres de arte actual, impulsando la interdisciplina, el arte público y la creación de proyectos en contextos específicos.
Ha sido creador y cocreador de iniciativas de grupos artísticos y educativos como el espacio independiente Temístocles 44, el Taller de Arte Tepalcatlalpan en Xochimilco, colectivo escénico “El lugar común”, el Taller de Interacción Urbana, el Seminario de Medios Múltiples, el Taller interdisciplinario “La Colmena”, el Jardín de Academus y C.A.C.AO. La obra de González Casanova está enfocada en la vinculación, descentralización e involucración social, desarrollada en sus proyectos sobre economía: el BID (Banco Intersubjetivo de Deseos);  C.A.C.A.O. (Cooperativa Autónoma de Comercio Artístico de Obras),  y el Banco de los Irreales. 

## Biografía
José Miguel González Casanova nació en la Ciudad de México en 1964, es hijo de Manuel González Casanova, cineasta y gestor cultural universitario, y miembro de una familia destacada en las humanidades, causa de su temprano acercamiento a las artes que originó su interés y vocación desde su adolescencia. Con solo 13 años ingreso al Taller de Gráfica Popular, donde estudió con Francisco Luna, alumno de David Alfaro Siqueiros, a partir de 1977. Lugar donde conoció al artista Adolfo Mexiac, quien lo influyó para comenzar a asistir como oyente a las clases en la Academia de San Carlos en 1979, donde también estudio bajo la tutela del artista Gilberto Aceves Navarro quien fue uno de sus principales maestros. Sin detener su formación artística desde la preparatoria, en 1982 ingresó a la licenciatura de Artes Visuales en la Escuela Nacional de Artes Plásticas. Desde entonces y a la par de sus estudios González Casanova no se limitaba a su trabajo dentro de los talleres y aulas de la Universidad. Influenciado por un contexto en el que se debatía la legalización y creación de partidos de izquierda en México, en un proceso de democratización; apoyó organizaciones sociales y políticas desde el ámbito artístico y cultural como miembro del Organismo José Guadalupe Posada. Quienes se dedicaron a crear manifestaciones culturales públicas como murales y exhibiciones de cine, en colonias y barrios de la Delegación Benito Juárez en la Ciudad de México. Estas actividades desembocaron en el apoyo a la campaña como diputado de Felipe Ehrenberg, donde González Casanova destaca el aprendizaje de las estrategias del arte contemporáneo, como herramienta y plataforma para la intervención social.
En 1991 obtuvo, por la UNAM, su primera beca internacional de residencia en Madrid, España, para asistir al Taller de Arte Actual, del Círculo de Bellas Artes, a los cursos de Nancy Spero, Simón Marchán, José Hernández, Chema Cobo, Julian Schnabel y Elena Asins. A su regreso en 1992 fue Coordinador Académico de la Licenciatura de Artes Visuales en la Escuela Nacional de Artes Plásticas (ENAP) ahora Facultad de Artes y Diseño (FAD), durante dos años. Periodo en el que también fundó en colectivo el espacio independiente Temístocles 44, siendo el principio de sus propuestas de grupos artísticos educativos. A partir de esta experiencia en 1995 forma el Taller de Arte Tepalcatlalpan, en el que desarrolla con sus alumnos obras específicas e interdisciplinarias en Santiago Tepalcatlalpan, Xochimilco, mismo que duraría 3 años y del que posteriormente surgiría el Taller de Interacción Urbana, con el que realizó intervenciones en espacios públicos de la Ciudad de México. Simultáneamente trabajó en teatro con el colectivo escénico interdisciplinario “El lugar común”, y en 1997 fue director artístico de tres espectáculos interdisciplinarios, que se presentaron en el Teatro Santa Catarina con el título de: “Sujeto de hielo”, “Verbo de agua”, “Complemento de vapor”. 
En 1998 creó el Banco Intersubjetivo de Deseos, proyecto que devela los deseos comunes de 5 países latinoamericanos principalmente. Siendo una importante apertura en la obra de González Casanova que reforzó su discurso y práctica sobre la interacción e intercambio con el público. 
Fue miembro Sistema Nacional de Creadores del Fondo Nacional para la Cultura y las Artes de 2002 a 2005. Desde el 2003 es director del Seminario de Medios Múltiples, en el que se desarrollan tesis interdisciplinarias de alumnos de la Facultad de Artes y Diseño que han sido publicadas en los libros “Medios Múltiples I, II, III y IV” bajo su coordinación, seminario en el cual jóvenes artistas han consolidado el desarrollo de su obra artística y que ha sido plateamiento para trayectorias destacadas nacional e internacionalmente. Además de en la FAD, ha impartido cursos en diversos lugares como la Universidad del Claustro de Sor Juana, el Colegio Madrid, la Universidad Autónoma de Baja California, la Escuela Nacional de Pintura, Escultura y Grabado “La Esmeralda” y en la Escuela Superior de Artes de Yucatán, para la cual formó parte del equipo básico que diseñó el Plan de Estudios de la Licenciatura de Artes Visuales.
Su dedicación y compromiso con su carrera se ha demostrado en sus múltiples exposiciones individuales en galerías y museos: como el Museo de Artes de Rio, el MUAC, MUCA CU, Museo Universitario del Chopo, Museo de Arte Carrillo Gil y el Museo de la Ciudad de México. Y más de 100 exposiciones colectivas en México, Brasil, Chile, Cuba, Colombia, Nicaragua, Estados Unidos, Canadá, Perú, España, Francia, Holanda y Dinamarca. Entre las que destacan: VII Bienal de La Habana (Cuba, 2000), CONTAINER 96. Arte a través de los océanos (Copenhague, Dinamarca, 1996), Bienal de Curitiba (Brasil, 1995), INSITE (Tijuana-San Diego, 1994).

## Proyectos
José Miguel González Casanova muestra en su trabajo al arte junto con la capacidad creativa como herramientas para intervenir las estructuras jerarquizadas, en las que las cosas se imponen a los receptores. Así, busca incidir en la economía y la educación, con el objetivo de crear modelos sensibles de intercambio que presenten y representen el tiempo, la experiencia y la generación de conocimiento. Además de proponer la emancipación de los modelos dominantes a partir de la autogestión. 
La obra del artista José Miguel González está enfocada en generar una coparticipación equitativa entre productor y consumidor del arte. Donde el proceso creativo es un espacio para el diálogo e intercambio, del que surgen la producción y desarrollo de sus proyectos. Con el objetivo de cuestionar el poder hegemónico; criticar los discursos por imposición y buscar una descentralización de la creación, distribución y consumo del arte. Así como ampliar los canales de distribución y fomentar una participación activa en los procesos de los proyectos artísticos. 

### Economía

#### Banco de los Irreales. ¿Cómo vivir (bien) en el capitalismo sin dinero?  (2015)
Desde los modelos del arte y la educación, este proyecto se dirige a pensar en colectivo ¿Cómo vivir en el capitalismo sin dinero? ¿Qué otras organizaciones de formas de producción, de consumo y de intercambio podemos considerar actualmente como posibles y deseables? Es un proyecto de arte en cuanto que busca crear modelos sensibles de intercambio y de educación por que promueve la investigación y el aprendizaje de prácticas colectivas de autosustentabilidad, y de economía porque busca crear y apoyar una red ciudadana de flujo de energía, de tiempo e información. Con el objetivo de entrecruzar estos campos de actividad y conocimiento.
Proyecto desarrollado durante residencia por el Museo de Artes de Rio (MAR) se valió de un dispositivo relacional en el que los ciudadanos fueran los principales actores de su elaboración. Se trató de conformar un proceso en el que los participantes fueran a la vez productores y consumidores, maestros y alumnos, artistas y público. Además de conformar desde el arte un espacio que permitiera esta integración de una manera activa, que provocara la participación común en la articulación de una cadena de saberes. El Banco de los Irreales, desde su nombre hace contrapunto simbólico a la moneda local, el real, proponiendo se estableciera en el contexto social, más allá del espacio del museo, como un modelo alterno de intercambio retomando la idea básica del “Tiempo Dinero”, pero para cuestionar su valor al afirmarlo como experiencia particular e intersubjetiva. Se trató de un Banco de Tiempo, que retoma una práctica de economía solidaria, que ha devenido común ante las terribles crisis financieras que en tiempos de la economía neoliberal azotan a los habitantes de todo el planeta frecuentemente.
Un Banco de Tiempo es una herramienta de desarrollo de intercambios sociales que permite una nueva forma de relación entre los miembros de una comunidad. Se incluye dentro de las prácticas de economía solidaria, que es una forma de organización de la producción- consumo, en un ambiente de cooperación comercial y buen vivir de las personas, al contrario de la competencia y la acumulación de capital, que caracterizan al sistema de Mercado capitalista. Se trata de una economía de intercambio que no busca la acumulación de cantidades, sino que se basa en el uso y circulación de bienes y servicios para el bien común. En este caso, la intención es crear un modelo de intercambio a partir de la economía del conocimiento, pues la información es tiempo.

#### Visionario. Novela Gráfica (2013)
En la novela gráfica Visionario, José Miguel González Casanova experimenta la relación del dibujo como base de una escritura, a partir de cada unidad espacial dentro de una secuencia temporal. Uno de los propósitos de esta obra es conformar una Biblioteca Visionaria a partir del intercambio de mil ejemplares por libros donados por el público para tal fin, mismos que deben tener un contenido visionario, es decir una postura utópica o distopica de posibles realidades de la sociedad futura.

#### Cooperativa Autónoma para el Comercio Artístico de Obras. C.A.C.A.O. (2013)
C.A.C.A.O. es una iniciativa que propone fortalecer la producción cultural independiente, local y la creación de capital simbólico; desde el reconocimiento y la articulación de numerosos proyectos de creadores culturales, que exploran vías de producción-circulación de sus productos. La intención es conectar esos numerosos y pequeños públicos; ampliar el mercado de cada uno y favorecer su auto sustentabilidad y autonomía. Ante la crisis económica que el sistema monetario ha creado en el mundo, que ha favorecido el monopolio, la homogeneización de la diversidad cultural y el espectáculo de la vida. Y desde la nueva etapa del sistema capitalista que afirma la producción simbólica, la representación financiera y de las industrias del espectáculo, como principal productora de riqueza.

#### Banco intersubjetivo de deseos (1998)
Proyecto realizado como una encuesta de deseos en México, Colombia, Venezuela, Cuba y Argentina. El objetivo principal del proyecto es el de promover la multiplicación del deseo con el fin de ampliar nuestro campo de posibilidades del porvenir. El Banco Intersubjetivo de Deseos promueve el encuentro en la identidad común del deseo de un futuro mejor. 

### EDUCATIVOS

#### Seminario de Medios Múltiples (2003 - )
El Seminario de Medios Múltiples es un proyecto de Arte y Educación, creado por el artista y maestro José Miguel González Casanova. El Seminario de Medios Múltiples es un proyecto que durante 15 años ha contado con 5 generaciones de artistas jóvenes, egresados de la Facultad de Artes y Diseño de la UNAM; cuenta con cuatro libros publicados (Medios Múltiples I, II, III y IV), uno por cada grupo educativo integrado de 8 a 10 artistas, que realizan una formación artística colectiva durante 3 años. Dicha formación es un proceso de investigación y realización de proyectos artísticos interdisciplinarios. Los proyectos que conforman el Seminario de Medios Múltiples se caracterizan por ser de carácter participativo o incidir en el espacio público, contextos y comunidades específicas; como una contraparte a las exhibiciones y creación de arte institucional para públicos especializados.
El Seminario de Medios Múltiples es un proyecto educativo que considera que el aprendizaje del arte se da en la generación de experiencias y vivencias comunes entre artistas y diversos públicos para generar conocimiento en contextos específicos y cambiantes. Cada integrante trabaja en una investigación teórica-practica, construida a partir de ejercicios, lecturas compartidas y discusiones constructivas con observaciones de los compañeros hacia cada artista; así todos desarrollan sus proyectos, con una serie de entrecruzamientos conceptuales, intereses y perspectivas comunes. Todas las investigaciones son estudiadas en grupo, y se realiza una indagación en temas comunes y obras colectivas. 
El Seminario es un proyecto educativo que considera que el aprendizaje del arte se da en la generación de experiencias comunes, en las que se integran artistas y públicos específicos, de esta forma, los alumnos son a la vez maestros, así como el público deviene creador. El saber del arte se da en la vivencia, su aprendizaje es resultado de su experiencia directa, que funciona como una herramienta de conocimiento cuando opera efectivamente en una realidad específica. En estas experiencias estéticas compartidas, generadas por los participantes de este proyecto, se amplían y entrecruzan los campos de la educación y del arte, tanto entre nosotros, como en la relación con los públicos que cada obra plantea. 
En el Seminario cada alumno es un joven artista, con un proyecto serio y coherente con el contexto en que se realiza y el público con el que dialoga. Cada uno enseña para aprender. La mayoría de los trabajos están enfocados a la búsqueda de apertura de espacios de circulación y creación del arte, y a la participación del público en la realización de la obra, planteando la creación artística como posibilidad de incidir en la realidad y no recluirse solo en museos y galerías para públicos especializado. En ello radica una propuesta relevante y muy actual con importancia artística, social y educativa.
El proyecto educativo Medios Múltiples ha demostrado generar artistas sobresalientes que cuentan con una especial relevancia y trayectoria en el arte, quienes a partir de ser integrantes del seminario continúan realizando proyectos destacados nacional e internacionalmente. Así como numerosos integrantes de todas las generaciones han sido acreedores de becas y reconocimientos. Los libros publicados anteriormente (Medios Múltiples I, II, III Y IV) han contado con el patrocinio y apoyos de Fundación Jumex A.C., Centro Cultural España, Abastecedora Lumen A. C. y el PAPIME de la UNAM. Sedes como MUCA Roma, Galería Metropolitana (UAM) han colaborado para realizar actividades como coloquios, exposiciones e intervenciones públicas. También se ha contado con programas educativos que han posibilitado la participación con artistas invitados Nacionales e Internacionales como Shirley Paes-Leme (Brasil), Martín Dufrasne (Canadá), Rosângela Rennó (Brasil), Julio Ruslán Torres (Cuba), y Carlos Capelán (Uruguay), Marcos Ramirez ERRE (México), Yuri Firmeza (Brasil), entre otros, así como trabajo con teóricos y gestores locales (Jorge Reynoso Pollens, Edgardo Ganado, Blanca Gutiérrez, Víctor Muñoz y Eduardo Rodríguez).

#### La Colmena (2007-)
El taller La Colmena se fundó como iniciativa de cinco artistas y profesores de la Facultad de Artes y Diseño antes Escuela Nacional de Artes Plásticas, de la Universidad Nacional Autónoma de México: José Miguel González Casanova, Francisco Castro Leñero, Eloy Tarsicio, Luis Argudin y Carlos Mier y Terán. Desde el 2007 surgió como un modelo educativo con el fin de crear un área de producción multidisciplinaria. Un año después el taller de La Colmena se formalizo como una opción más en la formación de los artistas y diseñadores de la Facultad de Artes y Diseño hasta el día de hoy. Se caracteriza principalmente por ser un taller que propone la formación académica a través de la producción-investigación artística desde las prácticas multi, inter, y trans-disciplinarias. Se plantea como una opción que amplía el campo de producción de las artes dentro de la academia ya que responde a la elaboración y el desarrollo de las investigaciones artísticas a partir de los conceptos, y la relación del arte con los contextos en los que se presenta, más que dentro de las prácticas disciplinarias tradicionales y la producción ensimismada. Buscando fomentar la profesionalización de las investigaciones de los estudiantes de la FAD de acuerdo a los contextos de las relaciones de producción de la cultura contemporánea. La propuesta es generar un alto nivel de profesionalización artística en los procesos de creación, documentación y reflexión teórica de los artistas estudiantes a través de la tutoría constante de los proyectos propuestos, y de las actividades de enseñanza-aprendizaje coordinados por los tutores y por los artistas invitados.

#### Jardín de Academus (MUAC, UNAM 2010)
La muestra fue la creación de un espacio colectivo donde se generó un proceso de comunicación entre artistas y públicos, para contextualizar la obra a partir de funciones pedagógicas, para incidir y fomentar el desarrollo del arte como medio de conocimiento y aprendizaje.
El Jardín de Academus. Laboratorios de arte y educación fue una exposición en proceso. Comenzó en una sala “vacía” y se convirtió en un espacio vivo de creación y formación didáctica abierta al público general. Donde treinta artistas ocuparon el espacio -cada uno durante dos días, en el transcurso de tres meses- con un proyecto que integró tanto a comunidades específicas, como al público general del museo, a participar de una experiencia estética abierta al diálogo y la colaboración. Al final del proceso, las piezas y documentos que se crearon colectivamente quedarán en exposición durante un mes.

#### Taller Tepalcatlalpan (1995-1997)
Santiago Tapalcatlalpan es un poblado en los límites del sur de la Ciudad de México con tradiciones arraigadas importantes. En dicho lugar José Miguel González Casanova desarrollo de 1995 a 1997, un proyecto con sus alumnos de la Escuela Nacional de Artes Plásticas, en el que plantearon una producción artística para el mismo sitio y su comunidad, al margen del limitado mundo del arte concentrado en galerías y museos. El Taller Tepalcatlalpan tuvo la intención de experimentar una ampliación de posibilidades de diálogo entre el arte y la sociedad. En este proceso se logró una buena integración de los artistas con la comunidad partir de actividades como un Taller Infantil de Artes Plásticas, exposiciones colectivas de obras realizadas a partir de características y circunstancias del pueblo. Las obras mejor logradas fueron dos eventos, realizados en la calle, con la participación directa de los santiagueños: el primero fue una instalación hecha en la fiesta de Santiago, una marioneta móvil realmente apreciada y que permaneció más de un año en la puerta de la iglesia. La otra obra consistió en reunir a 70 chinelos y organizar una procesión al zócalo capitalino el 2 de noviembre, día de muertos, que culminó en una fiesta en el templo de Santa Teresa hoy Ex Teresa, espacio de Arte Contemporáneo. Es importante destacar que el desarrollo de este trabajo se dio a partir de la participación activa del público, involucrada en un proyecto de formación artística e interdisciplinaria, por medio de talleres y procesos artísticos, que buscaban encontrar un punto de comunicación en la celebración colectiva y en los procesos de aprendizaje.

#### Temístocles 44 (1993)
A partir de una clase de dibujo un grupo de estudiantes con el maestro José Miguel Casanova se organizaron para discutir sus procesos artísticos, discutir obra e invitar a otros maestros y artistas de la ENAP, posteriormente surgió la necesidad de tener un espacio para realizar instalaciones, discutir sobre el trabajo y promover un diálogo entre investigadores y artistas que incursionaban en propuestas experimentales de performance, video y otras técnicas que rompían con los discursos oficiales del momento. En 1993 organizaron el espacio independiente Temistocles 44, ubicado en Polanco, y fue experiencia muy importante de todos los participantes, que además dio pauta para la creación de varios espacios similares que más tarde otros artistas organizaron en diversos lugares de la ciudad.
Este espacio fue un centro de experimentación, investigación, documentación y exhibición de arte, donde crearon propuestas fuera del discurso dominante, a partir de seminarios, cursos y publicaciones como por ejemplo un boletín bimestral llamado Alegría.

## Publicaciones
- 2019 Ocupaciones Eventuales
- 2019 Medios Múltiples 5
- 2015 C.A.C.A.O. Cooperativa Autónoma de Comercio Artístico de Obras
- 2014 Medios Múltiples 4
- 2013 Visionario. Novela Gráfica
- 2012 Medios Múltiples 3
- 2011 Jardín de Academus. Laboratorios de arte y educación
- 2009 “Gramática del dibujo en 100 lecciones”
- 2009 “Agenda Oculta”
- 2008 Medios Múltiples 2
- 2005 Medios Múltiples
- 1992 Europa, pintura. Los elixires del diablo, dibujo.

## Exposiciones individuales
- 2015 ¿Cómo vivir (bien) en el capitalismo sin dinero?. Museo do Artes do Rio.
- 2015 Visionario. Novela Gráfica. Museo de Ciencias y Artes, Ciudad Universitaria.
- 2013 C.A.C.A.O. Cooperativa Autónoma de Comercio Artístico de Obras. Museo Universitario del Chopo
- 2010 Jardín de Academus. Laboratorios de Arte y Educación. MUAC, UNAM.
- 2000: Diverso Próximo. Videoinstalación. Museo de la Ciudad de México.
- 1996: Cartas (Instalación). Museo Carrillo Gil. México, D.F.
- 1995: SITIO (Situaciones plásticas). Galería Nina Menocal. México, D.F.
- 1993: EUROPA. Pintura. Galería Sloane Racotta. México, D.F.
- 1991: La plenitude de l’instant. Dessins grand format. Centre Culturel du Mexique. Paris, Francia.

## Reconocimientos
- 2010: Mención Honorífica en el segundo Premio Iberoamericano de Arte y Educación de Ibermuseos al proyecto “Jardín de Academus” en el MUAC.
- 2009-10: Convocatoria Abierta Permanente de la Agencia Española de Cooperación Internacional para el Desarrollo para el Seminario de Medios Múltiples, España.
- 2009: Programa de Patrocinios de la Fundación·/Colección JUMEX, México.
- 2008: Programa de Fomento a Proyectos y Coinversiones Culturales, FONCA, México.
- 2003-06: Miembro del Sistema Nacional de Creadores.
- 2001-02: Residencias del Centro Multimedia del CNA.
- 2001: Residencias artísticas México-Colombia. FONCA de México y Ministerio de Cultura de Colombia.
- 2000: Mención Honorífica de Instalación. "Salón de Octubre". Premio Omnilife. Guadalajara, Jalisco.
- 1998-99: Beca de producción "Jóvenes Creadores" Escultura. FONCA. México.
- 1990-91: Beca de producción “Jóvenes Creadores” Pintura y Dibujo. FONCA. México.
- 1989: Mención honorífica. Segundo Salón Nacional de Miniestampa , INBA. México.
- 1988: Premio de adquisición, primer nivel. Sección Pintura. Salón Nacional de Artes Plásticas. INBA. México.
- Premio de estímulo de dibujo. “De los jóvenes, nuevos artistas de México”. Museo Carrillo Gil. CREA. México.
- 1986:  Premio de adquisición. Sección Bienal de Dibujo. Salón Nacional de Artes Plásticas. INBA. México.
- 1984: 2.º Lugar y 1.ª Mención. XVII Concurso de la “Revista Punto de Partida”, rama Viñeta. UNAM. México.